# Cercophora solaris
Cercophora solaris är en svampart som först beskrevs av Cooke & Ellis, och fick sitt nu gällande namn av R. Hilber & O. Hilber 1979. Cercophora solaris ingår i släktet Cercophora och familjen Lasiosphaeriaceae.   Inga underarter finns listade i Catalogue of Life.